# هاري سميث (عالم)
هاري سميث (بالإنجليزية: Harry Everett Smith)‏ (و. 1923 – 1991 م) هو عالم موسيقى، وأمين الأرشيف، من الولايات المتحدة الأمريكية، ولد في بورتلاند، أوريغون، توفي عن عمر يناهز 68 عاماً.

## جوائز
حصل على جوائز منها:
- جائزة غرامي.

## وصلات خارجية
- هاري سميث على موقع IMDb (الإنجليزية)
- هاري سميث على موقع IMDb (الإنجليزية)
- هاري سميث على موقع ميوزك برينز (الإنجليزية)
- هاري سميث على موقع ديسكوغز (الإنجليزية)
- هاري سميث على موقع قاعدة بيانات الفيلم (الإنجليزية)